# Hermann Bitter (Politiker, 1897)
Hermann Caspar Julius Bitter (* 26. September 1897 in Ramsloh, Landkreis Cloppenburg; † 21. November 1982 ebenda) war ein deutscher katholischer Politiker.
Hermann Bitter gehörte der Deutschen Zentrumspartei an. 1926 bis 1932 war er Gemeindevorsteher von Ramsloh und von 1932 bis 1933 Abgeordneter im Oldenburgischen Landtag.
1944 wurde er aus politischen Gründen durch die Gestapo verhaftet und war in einem Gefängnis in Oldenburg inhaftiert. Er wurde durch die britische Besatzungsmacht nach dem Zweiten Weltkrieg zum Bürgermeister von Saterland ernannt. Nach der ersten freien Kreistagswahl 1946 wurde er am 16. Januar 1946 durch den Kreistag zum Landrat des Landkreises Cloppenburg gewählt und blieb bis 1964 in diesem Amt.
Hermann Bitter erhielt 1965 das Große Bundesverdienstkreuz.